# Sauna (film)
Sauna – polski film telewizyjny (komedia polityczna) z 1992 roku w reżyserii Filipa Bajona, z muzyką Michała Lorenca.

## Obsada
- Henryk Bista jako Sabo
- Władysław Kowalski jako Ernst
- Gabriela Kownacka jako Masza
- Marek Kondrat jako Stewart
- Bogusław Linda jako Janek
- Piotr Machalica jako Miloš
- Marian Opania jako Jurij
- Zbigniew Zamachowski jako Jussi

## Fabuła
Akcja filmu toczy się w fińskiej saunie w hotelu Ministerstwa Edukacji w Helsinkach w latach 1980–1990, kiedy to w Europie miały miejsce wydarzenia, które doprowadziły do zniknięcia bloku socjalistycznego. Bohaterami filmu są naukowcy, inżynierowie, artyści, którzy pojawiają się w Helsinkach jako wykładowcy i stypendyści i w wolnym czasie spotykają się w saunie. Stanowiący większość przedstawiciele krajów Europy Wschodniej prowadzą rozmowy o polityce, którym przysłuchują się Amerykanin i Fin. Dla nich rozmowy te są zupełnie niezrozumiałe. Uważają, że ich koledzy ze Wschodu potrafią rozmawiać jedynie o polityce. Coraz silniejsze spory ideologiczne doprowadzają wreszcie Amerykanina do załamania nerwowego i ataku histerii w nagrzanej saunie. Film pełen mocnych, zabawnych dialogów.

## Nagrody
- 1993: Marian Opania – najlepsza rola męska, Festiwal Polskiej Twórczości Telewizyjnej